# 新潟明訓中学校・高等学校
新潟明訓中学校・高等学校（にいがためいくんちゅうがっこう・こうとうがっこう）は、新潟県新潟市江南区北山に所在し、中高一貫教育を提供する私立中学校・高等学校。
高等学校においては、中学校から入学した内部進学の生徒と高等学校から入学した生徒との間では、3年間別クラスになる併設型中高一貫校。

## 概要
夜間中学校として勉学に励みたいと思った労働者たちが近隣の公立学校の教師に依頼し、学習生活が始まったことが起源。全国でも異例の、自治体や法人ではない有志により設置された私塾が起源となっている。通称は「明訓」で、これは廃止された地元の私学「明訓校」の名を引き継いだ事による。
旧校舎の老朽化により新潟市中央区川岸町から場所を変え、2004年に現在の新潟市江南区北山に新校舎が落成した。
2007年4月に中等部を設置し、中高一貫教育を開始した。
水島新司（新潟市出身）の野球漫画『ドカベン』の明訓高校は、本校から名前が採られており、作中では姉妹校と設定されている。

### 設置形態
- 新潟明訓中学校
  - 2007年4月より校舎に併設。当初は1学年80人（2クラス）であったが、2014年度入学者より1学年120人（3クラス）となっている。
- 新潟明訓高等学校（全日制課程）
  - 普通科

### 教育目標
- 自発的学力の向上
- 自律自治の精神の涵養

## 類型
I類（旧I・IIコース）
高校からの入学者向けの類型である。難関大学や医学部医学科等への進学をはじめ、多様な進路に対応している。
II類（旧IVコース）
中高一貫クラスであり、他類からは独立した6年間を通してのカリキュラムとなっている。高校範囲には中学3年次から取り組み、高校2年次までに概ね終了する。高校3年次は演習授業等による思考力・応用力向上に中心をおく。
III類（旧IIIコース）
スポーツ専願（野球・男子剣道・陸上競技・サッカー)による高校入学者のための類型であり、1学年1クラス設けられている。
各学年・コースとも50分授業を実施。土曜は原則的に奇数週に実施。

## 学校生活
曜日・コース型により異なるが、1限から7限までが展開されている。III類はI・II類より早く授業が終わり部活動に邁進する。野球部は初出場以来春1回、夏7回の甲子園出場を果たしており、新潟県内では高校野球の強豪校として知られる。野球部以外の部活動も、2015年8月にダンス部が全国一位を獲得するなど盛んである。
近年では高校1年次にアメリカ合衆国やオーストラリアなどを行き先とする選択制海外研修（一貫生は全員対象、高入生は希望制）が行われるなど、グローバル教育が盛んである。全日本高校模擬国連大会に多く出場していることも特筆される。

## 進路状況
中高一貫の1期生が卒業した2013年以降、東京大学や国立大医学部医学科をはじめとする難関大学への進学が増加している。

## 沿革
- 1921年 - 青年会の幹部達が新潟夜間中学講習会を組織、大畑小学校の校舎を一部借用し開校。
- 1923年 - 私立新潟夜間中学校と改称。
- 1926年 - 財団法人新潟夜間中学校に組織変更。
- 1940年 - 文部省告示第595号、専門学校入学者検定規定により指定認可、校名を新潟夜間中学と改称。
- 1942年 - 弥彦明訓校の名称を継承し、明訓中学を併置。
- 1943年 - 新潟明訓中学校と改称。
- 1944年 - 組織変更、第一本科（昼間部）と第二本科（夜間部）を設置。
- 1945年 - 校舎強制疎開となり、官立新潟高等学校（現：新潟大学）の一部に移転、10月更に県立第二工業学校（現：新潟県立新潟商業高等学校）へ移転。
- 1946年 - 元新潟連隊区司令部の建物に移転。
- 1948年 - 学制改革により、新潟明訓高等学校となる。普通科、定時制を設置。
- 1949年 - 学制改革に伴う移行措置として、併設中学校を設置。
- 1950年 - 新潟市川岸町に新校舎竣工、移転。
- 1951年 - 財団法人から学校法人に組織変更。
- 1959年 - 併設中学校を閉校。
- 1966年 - 定時制を閉課。
- 1991年 - 野球部が甲子園に初出場。
- 2004年 - 新潟市北山に新校舎竣工、移転。
- 2007年 - 新潟明訓中学校開校（高等部校舎併設。1学年80人）。
- 2014年 - 中学校の定員を1学年120人に拡大。

## 交通アクセス
- JR信越本線亀田駅東口より徒歩約8分
- 新潟交通・江南区区バス「亀田駅西口」より徒歩10分

## 著名な出身者
- 間章（音楽評論家）
- 新井満（作家・第99回芥川賞受賞）
- 安城欽寿（元京セラ社長）
- 池田駿（元プロ野球選手）
- 石川慧（プロサッカー選手、ガンバ大阪所属）
- 石栗建（サッカー指導者）
- 石塚正人（ハンドボール選手）
- 伊藤俊人（俳優）
- 伊藤奈穂子（アナウンサー）
- 伊藤泰世（ホルン奏者）
- 漆原大晟（プロ野球選手）
- 大竹芳夫（言語学者・新潟大学教授）
- 落合毅人（プロサッカー選手、清水エスパルス所属）
- 帯純也（TBSプロデューサー）
- 海津雪乃（グラビアアイドル、タレント）
- 鍵冨徹（新潟放送元パーソナリティ・現社員）
- クック井上（お笑いコンビ・ツインクル）
- 栗林さみ（アナウンサー）
- 小林幹英（元プロ野球選手・現広島東洋カープコーチ）
- 小林高也（元プロ野球選手）
- 小山径（NHKアナウンサー）
- 近正仁（新潟テレビ21元アナウンサー・現社員）
- 近藤丈靖（新潟放送アナウンサー）
- 近藤基彦（政治家・元自由民主党衆議院議員、新潟県第2区選出）
- サトシン（絵本作家）
- 荘司康誠（プロ野球選手、東北楽天ゴールデンイーグルス所属）
- 関口正大（プロサッカー選手、ヴァンフォーレ甲府所属）
- 田辺大智（日本テレビアナウンサー）
- TOKU（ジャズヴォーカリスト＆フリューゲルホーンプレーヤー）
- 富田美里（女子キックボクサー）
- 中野不二男（作家）
- 中村亮太朗（プロサッカー選手）
- 難波章浩（Hi-STANDARDボーカル・ベース）
- 西田光（プロボクシング選手）東洋太平洋・日本ミドル級チャンピオン
- 長谷川慶子（テレビ新潟アナウンサー）
- 原璃菜子（オペラ歌手）
- 平川大輔（声優）
- 廣川明美（フリーアナウンサー）
- 福井セリナ（キャスター、タレント）
- 藤沢周（作家・第119回芥川賞受賞）
- 谷明（モデラー）
- マッスル坂井（プロレスラー、タレント、実業家）
- 山田芳裕（漫画家）
- 若松英輔（文芸評論家　「三田文学」編集長）
- 橋本一（映画監督）
- 桃沢健輔（お笑い芸人・金の国）